# Irina Kircher
Irina Kircher (* 1966 in Stuttgart) ist eine deutsche klassische Gitarristin.
Kircher begann im Alter von sechs Jahren Gitarre zu spielen und hatte neunjährig als Vorschülerin der Hochschule für Musik und Darstellende Kunst Stuttgart Unterricht bei Mario Sicca. 1976 erhielt sie den Bundespreis beim Wettbewerb Jugend musiziert. 1979 erhielt sie in der Altersgruppe II (11–13 Jahre) den 1. Preis für das Fach Gitarre beim 16. Bundeswettbewerb Jugend musiziert.
Ab 1983 studierte sie ein Jahr lang bei Antonio Lauro in Caracas. Seit 1984 bildet sie mit ihrem Mann Alfonso Montes das Duo Montes/Kircher. Das Duo trat bei zahlreichen europäischen Festivals auf, gab mehr als 1000 Konzerte und nahm achtzehn Platten auf.
Daneben arbeitet Kircher auch solistisch und nahm in jüngerer Zeit Alben mit Werken von Joaquín Rodrigo, Joaquín Turina, Fernando Sor und Isaac Albéniz auf.

## Diskographie
- Best Of Romance Of The Spanish Guitar mit dem Venezuela Symphony Orchestra unter E.A. Marturet Machado, 2001
- Classical Guitar - Masterpieces - Rodrigo, Albeniz / Kircher, 2003
- Classical Guitar - Rodrigo: Concierto De Aranjuez And More, mit dem Venezuela Symphony Orchestra unter E.A. Marturet Machado, 2003